# KAIST
KAIST（カイスト、朝鮮語: 카이스트）は、大韓民国の大学として扱われる国立の高等教育機関である。正式名称は韓国科学技術院（かんこくかがくぎじゅついん、朝鮮語: 한국과학기술원、英語: Korea Advanced Institute of Science and Technology）。
グローバル急進政策の代表校として、全ての講義が英語で行われている（TOEFL80点以上が入学条件）。
ロイター通信による2015年度世界イノベーション大学ランキングでは、第10位（上位10校の中で唯一のアメリカ以外の大学）。2016年度は、第6位。
QS世界大学ランキングによって、アジアの大学において2位と2014年に評価されている。2016,2017年には1位。
1971年、当時の朴正煕大統領が高度科学技術人材を輩出する体系的な理工系大学院を国内に設立する必要性や海外への頭脳流出の抑制等を目的に、国内初の研究中心の理工系大学院として発足させたのが始まりである。韓国科学技術院法に基づき設置された法人であり、その設立目的は同法第1条に次のように規定されている。
- 深い理論と実際的な応用力とで国の産業の発展に寄与する高度科学技術人材の養成
- 国の政策で推進する中長期的な研究開発と国の科学技術力の涵養のための基礎・応用研究の実施
- 各分野の研究機関及び産業界と連携した研究の支援
- 大田広域市の本部の他に分院もある。旧称は韓国科学技術院。未来創造科学部（現・科学技術情報通信部）所管。

2021年12月29日、済州島翰京面龍水里にてKAIST設立50周年記念行事が行われた。目玉はKAIST所属の研究者が創業したスタートアップ企業、ペリジーエアロスペースによるロケットの打ち上げであったが失敗に終わった。

## 歴史
- 1971年 - 前身となる韓国科学院（한국과학원、KAIS）が設置される（修士課程・博士課程のみ）。
- 1981年 - 韓国科学院と韓国科学技術研究院（朝鮮語版、英語版）が統合[9]され、韓国科学技術院として設立される。
- 1989年 - 韓国科学技術研究院が再分離される[9]。韓国科学技術大学を統合、洪陵キャンパスとする。
- 2008年 - 対外公式名称がKAISTに変更される。
- 2009年 - 韓国情報通信大学校を統合。

## 組織
- 自然科学大学
  - 物理学科
  - 数理科学科
  - 化学科
  - ナノ科学技術大学院
- 生命科学技術大学
  - 生命科学科
  - バイオ及び脳工学科
  - 医科学大学院
- 工科大学
  - 機械航空システム学部
    - 機械工学専攻
    - 航空宇宙工学専攻
    - 海洋システム工学専攻

  - 建設及び環境工学科
  - 生命化学工学科
  - 新素材工学科
  - 原子力及び量子工学科
  - EEWS大学院 - 「EEWS」は"Energy"（エネルギー）、"Environment"（環境）、"Water"（水）、"Sustainability"（持続可能性）を指す。
  - チョ・チョンシク・グリーン交通大学院 - チョ・チョンシクはKAISTに寄付した人物で、この寄付金で同大学院が設立された[10]。
- 情報科学技術大学
  - 電気及び電子工学科
  - コンピューター学科
  - 情報通信学科
  - 産業及びシステム工学科
  - 知識サービス工学科
  - 産業デザイン工学科
  - ウェブサイエンス工学専攻
  - 情報保護大学院
- 人文社会融合科学大学
  - 人文社会科学科
  - 技術経営学科
  - 文化技術大学院
  - 未来戦略大学院
  - 科学技術政策大学院
- 経営大学
  - 経営工学部
  - テクノ経営大学院
  - 金融専門大学院
  - 情報メディア経営大学院
  - グリーン成長大学院

## 軍事・防衛研究
2018年、KAISTが人工知能（AI）を軍事目的に応用する研究を進めると伝えられ、海外の一部のAI研究者から批判を受けた。